# Hanan Ashrawi
Hanan Ashrawi, de nom complet Hana Daoud Khalil Ashrawi (àrab: حنان داوود خليل عشراوي, Ḥanān Dāwūd Ḫalīl ʿAxrawī) (Nablus, 8 d'octubre de 1946) és una legisladora cristiana palestina, activista i acadèmica, amiga i col·lega del famós escriptor Edward Said. Ashrawi va ser una líder important durant la Primera Intifada, va ser portaveu oficial de la delegació palestina en el procés de pau per a Orient Mitjà, i ha estat triada diverses vegades per al Consell Legislatiu Palestí. És membre del partit del primer ministre palestí, Salam Fayyad.
Ashrawi és membre del Consell Assessor de diverses organitzacions internacionals i locals, incloent el Banc Mundial de Mitjà Orienti i Àfrica del Nord (MENA), l'Institut de Recerca de les Nacions Unides per al Desenvolupament Social (UNRISD) i el Consell de Drets Humans de l'Organisme Internacional.
Va rebre la seva llicenciatura i mestratge en literatura, en el Departament d'Anglès de la Universitat Nord-americana de Beirut. Ashrawi també té un doctorat en Literatura Medieval de la Universitat de Virgínia.

## Premis
- Premi de l'Amistat francoàrab en 1996.
- Premi Olof Palme en 2002.